# Meleon tsaratanana
Meleon tsaratanana is een spinnensoort in de taxonomische indeling van de springspinnen (Salticidae).
Het dier behoort tot het geslacht Meleon. De wetenschappelijke naam van de soort werd voor het eerst geldig gepubliceerd in 2008 door Dmitri Viktorovich Logunov & Azarkina.